# Mosquer estriat
El mosquer estriat (Myiophobus fasciatus) és un ocell de la família dels tirànids (Tyrannidae).

## Hàbitat i distribució
Viu entre la malesa del bosc, praderies amb matolls, sabana i cerrado de les terres baixes de gran part de la zona neotropical, des de Costa Rica, cap al sud, fins l'Argentina central.

## Taxonomia
Les principals autoritats taxonòmiques consideren que es tracta de tres espècies:
- mosquer estriat oriental[5] (Myiophobus fasciatus sensu stricto). Molt estés, pel sud de Costa Rica i Panamà, Colòmbia, nord de Veneçuela, Guaianes, Brasil, est de Perú, nord i est de Bolívia, Paraguai, Uruguai i Argentina oriental i central.
- mosquer estriat occidental[6] (Myiophobus crypterythrus Sclater, PL, 1861). Del sud-oest de Colòmbia, oest de l'Equador i nord-oest del Perú.
- mosquer rovellat[7] (Myiophobus rufescens Salvadori, 1864). De l'oest del Perú i nord de Xile.